# Кабьяте
Кабьяте (итал. Cabiate) — коммуна в Италии, располагается в регионе Ломбардия, подчиняется административному центру Комо.
Население составляет 7061 человек (на 2004 г.), плотность населения составляет 2250 чел./км². Занимает площадь 3 км². Почтовый индекс — 22060. Телефонный код — 031.
В коммуне 8 сентября особо празднуется Рождество Пресвятой Богородицы.